# Will.i.am
William James Adams jr. (n. 15 martie 1975), cunoscut sub numele de scenă Will.i.am, este un compozitor, cântăreț și actor, lider al formației Black Eyed Peas. În 2007 a lansat albumul Songs About Girls.
1. ↑  MusicBrainz, accesat în 29 octombrie 2021
2. ↑   https://www.vice.com/en/article/wd7k44/remembering-merry-motherfckin-christmas-eazy-e-insane-christmas-song-that-gave-william-his-start, accesat în 29 octombrie 2021 Lipsește sau este vid: |title= (ajutor)
3. ↑  Discogs, accesat în 2 ianuarie 2022
4. ↑   https://www.globenewswire.com/en/news-release/2008/06/16/1062030/0/en/will-i-am-s-Yes-We-Can-Song-Video-Awarded-Emmy-R-for-New-Approaches-in-Daytime-Entertainment.html, accesat în 29 octombrie 2021 Lipsește sau este vid: |title= (ajutor)
5. ↑   http://awardsandwinners.com/category/naacp-image-award/2009/, accesat în 29 octombrie 2021 Lipsește sau este vid: |title= (ajutor)
6. ↑   https://www.grammy.com/grammys/artists/william/367, accesat în 29 octombrie 2021 Lipsește sau este vid: |title= (ajutor)
7. ↑   http://awardsandwinners.com/category/billboard-music-award/2011/, accesat în 29 octombrie 2021 Lipsește sau este vid: |title= (ajutor)
8. ↑   https://www.weforum.org/agenda/2016/01/meet-the-davos-2016-crystal-award-winners/, accesat în 16 aprilie 2020 Lipsește sau este vid: |title= (ajutor)
9. ↑   https://www.atlanticcouncil.org/events/flagship-event/global-citizen-awards/previous-gca-recipients/ Lipsește sau este vid: |title= (ajutor)